# Paralinguïstiek
Paralinguïstiek is in de taalkunde de studie van parataal, de niet-vocale verschijnselen zoals gelaatsuitdrukkingen en bewegingen van hoofd of oog, die van belang kunnen zijn bij de interpretatie van wat mensen zeggen. Dit deel van de non-verbale communicatie is nauw verbonden met de verbale communicatie (Trenholm, 1999: 129-130).
Veel van de betekenis van wat mensen zeggen, wordt niet gehaald uit de woorden zelf, maar uit de manier waarop die woorden worden uitgesproken. Bij kwalitatief onderzoek, dat bv. een beroep doet op diepte-interviews, is het daarom belangrijk om aan te duiden hoe iets wordt wordt uitgesproken.